# Нозбуш, Дезире
Дезире Нозбуш (люкс. Désirée Nosbusch; 14 января 1965, Эш-сюр-Альзетт, Люксембург) — люксембургская актриса и телеведущая.

## Биография
Дезире Нозбуш родилась 14 января 1965 года в Эш-сюр-Альзетте (Люксембург) в семье люксембуржца и итальянки.
29 июля 1977 года состоялся дебютный радиоэфир с Дезире на «Radio Luxembourg». В 1984 году Нозбуш вела Конкурс песни Евровидение.
В 1991—2006 года Дезире была замужем за композитором Харальдом Клозером (род. 1956). У супругов есть двое детей — сын Ноа Леннон Клозер (род. 1995) и дочь Лука Тереза Клозер (род. 1998), певица.

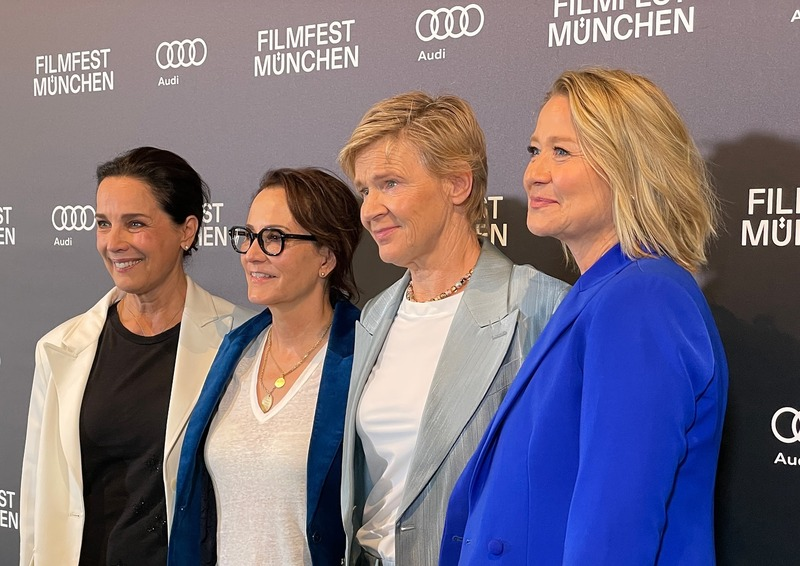
Нозбуш (слева), автор пьесы Лот Векеманс (вторая справа) и Трине Дюрхольм (справа) на Мюнхенском международном кинофестивале представляют фильм «Яд», 5 июля 2024 года.

В 2024 году Нозбуш дебютировала как кинорежиссёр. Её фильм «Яд» (англ. Poison) по пьесе нидерландской драматургини Лот Векеманс с участием Тима Рота и Трине Дюрхольм был представлен на 41-м международном кинофестивале в Мюнхене.

## Избранная фильмография
| Год       |   | Русское название           | Оригинальное название            | Роль              |
| --------- | - | -------------------------- | -------------------------------- | ----------------- |
| 1982      | ф | Поклонница                 | Der Fan                          | Симона            |
| 1983      | ф | Синг-синг                  | Sing Sing                        | туристка          |
| 1983      | ф | Этот и тот                 | Questo e quello                  | Даниэла           |
| 1987      | ф | Доброе утро, Вавилон       | Good Morning Babilonia           | Мэйбл             |
| 2000      | ф | Заражённый                 | Contaminated Man                 | Келли Уитман      |
| 2008      | ф | Белая опасность            | Die Jahrhundertlawine            | Энн               |
| 2018—2020 | с | Плохие банки               | Bad Banks                        | Диана Бонифас     |
| 2019      | с | Капитани                   | Capitani                         | Кристель Лебланк  |
| 2020      | с | Спайды                     | Spides                           | Хелен Бергер      |
| 2021      | с | Обвинение                  | Ferdinand von Schirach — Glauben | комиссар Лаубах   |
| 2021—2022 | с | Сисси: Императрица Австрии | Sisi                             | эрцгерцогиня Софи |